# سیارک ۹۰۲۸۸
سیارک ۹۰۲۸۸ (به انگلیسی: 90288 Dalleave، نامگذاری:2003ET17) نود هزار و دویست و هشتاد و هشتمین سیارک کشف شده‌است که در ۶ مارس ۲۰۰۳ کشف شد.